# 台湾プロフェッショナル女子ソフトボールリーグ
台湾プロフェッショナル女子ソフトボールリーグ（繁体字中国語: 企業女子壘球聯賽、英語: Taiwan Professional Women's Softball League、略称: TPWSL）は、中華民国（台湾）における女子ソフトボールのプロリーグ。

## 参加チーム
2024年1月現在
| チーム名     | 都市 | スタジアム                            | 備考 |
| ------------ | ---- | ------------------------------------- | ---- |
| 臺北臺產熊讚 | 台北 | 青年公園棒球場                        |      |
| 新北凱撒     | 新北 | 新北市三重棒球場                      |      |
| 兆基穿山甲   | 台中 | 臺中市萬壽棒球場 臺中國際壘球運動園區 |      |
| 福添福嘉南鷹 | 南投 | 福興壘球場                            |      |
| 新世紀黃蜂   | 高雄 | 鳳新壘球場                            |      |

## 歴代優勝チーム
- 2016年 - 南投鷹[注 1]
- 2017年 - 福添福嘉南鷹
- 2018年 - 凱撒勇士
- 2019年 - 新世紀黃蜂
- 2020年 - 福添福嘉南鷹
- 2021年 - 福添福嘉南鷹
- 2022年 - 福添福嘉南鷹
- 2023年 - 新世紀黃蜂